# Enzo D'Alò
Enzo D'Alò (Napoli, 7 settembre 1953) è un regista, animatore e sceneggiatore italiano.

## Biografia
Appassionato musicista, iniziò a suonare il sassofono in giovane età. Con gli anni abbandonò la sua prima passione per avvicinarsi al cinema, utilizzando la sua preparazione musicale per la composizione delle colonne sonore dei suoi film e in seguito frequentò in collaborazione con le scuole di Torino un corso di due settimane diretto da Lotte Reiniger. Dal 1983 divenne regista e sceneggiatore di serie televisive e di animazione, ottenendo riconoscimenti a livello internazionale. Nel 1996 esordì al cinema con la regia del film d'animazione La Freccia Azzurra, col quale si aggiudicò due nastri d'argento e il David di Donatello per la migliore colonna sonora, composta dal cantautore Paolo Conte.
Nel 1995, si occupò della regia della serie TV Pimpa - Le nuove avventure, con protagonista la cagnolina a pois rossi dalle lunghe orecchie nata dalla penna di Francesco Tullio Altan nella prima metà degli anni settanta. La serie, con musiche di Beppe Crovella, della storica band italiana degli anni 70, "arti & mestieri" venne trasmessa sulle reti RAI e in diversi paesi, non solo in Europa, vincendo il Premio Internazionale "Cartoon on the Bay" per poi essere raccolta e messa in vendita in diversi DVD. Nel 1998 diresse il suo maggiore successo, La gabbianella e il gatto, basato sul romanzo Storia di una gabbianella e del gatto che le insegnò a volare dello scrittore cileno Luis Sepúlveda, grande successo di pubblico e critica, vincitore di unNastro d'argento e del premio del pubblico al Festival del cinema di Montreal.
Nel 2000, il regista realizzò un promo di Pinocchio con i disegni di Lorenzo Mattotti e le musiche di Daniele Sepe, di cui si tratta nel documentario Mattotti di Renato Chiocca, per poi completare il lungometraggio uscito in sala nel 2013 con la colonna sonora originale di Lucio Dalla. Nel 2001 ha diretto il film Momo alla conquista del tempo che contiene musiche di Gianna Nannini. Nel 2003 ha diretto il suo primo film basato su un soggetto originale: Opopomoz con la colonna sonora composta da Pino Daniele.
Ad agosto del 2012 presenta alle Giornate degli Autori (69ª edizione del Festival del Cinema di Venezia) il suo Pinocchio, una realizzazione accurata e personale del celebre romanzo di Carlo Collodi, con i disegni di Lorenzo Mattotti e le musiche di Lucio Dalla. Il film viene in seguito presentato nei Festival Internazionali di Busan (Corea del Sud), Abu Dhabi (Emirati Arabi), e numerosi altri, dove viene applaudito dal pubblico e dalla critica. Il Pinocchio ottiene nel dicembre 2013 la nomination ai prestigiosi EFA Awards, Oscar del cinema europei.
A novembre del 2017 esce al cinema il suo sesto lungometraggio, Pipì, Pupù e Rosmarina in Il mistero delle note rapite, tratto della serie TV Pipì Pupù e Rosmarina, un viaggio nell'universo della musica classica. Le musiche sono di Daniele Di Gregorio, mentre i disegni sono di Annalaura Cantone. Per Tile Storytellers, nel 2022 ha scritto - insieme a Giovanni Calvino - la sceneggiatura di un lungometraggio in animazione dal titolo Boccaccio e Fiammetta, su soggetto di Nicola Barile.

## Filmografia

### Lungometraggi cinematografici
- La Freccia Azzurra (1996)
- La gabbianella e il gatto (1998)
- Momo alla conquista del tempo (2001)
- Opopomoz (2003)
- Pinocchio (2012)
- Pipì, Pupù e Rosmarina in Il mistero delle note rapite (2017)
- Mary e lo spirito di mezzanotte (2023)

### Serie televisive
- Pimpa - Le nuove avventure (1997)
- Pipì, Pupù e Rosmarina (2009-2014)

### Cortometraggio animato
- Kamillo Kromo (1993)

## Riconoscimenti
- Nastro d'argento
  - 1999 – Nastro d'argento speciale per La gabbianella e il gatto
  - 2002 – Candidatura alla migliore sceneggiatura per Momo alla conquista del tempo

- Premio Fantoche
  - 1986 – Miglior film didattico o scientifico per Se fumi tu, fumano tutti

- Roma Fiction Fest
  - 2016 – Excellence Award[1]